# Assar Bubbla
Assar Bubbla eller Det var nära ögat att det inte blev någon bok om Pippi Långstrump är en barnbok av Astrid Lindgren med illustrationer av Marika Delin utgiven på Rabén & Sjögren 1986.

## Handling
En vacker aprildag kliver Astrid Lindgren på en  Stockholmsspårvagn, i den bruna portföljen ligger ett nästan färdigskrivet manus till Pippi Långstrump. Inte ont anande slår hon sig ned på ett ledigt säte, hon kan inte veta att mannen som sitter mitt emot henne är den fasansfulla stortjuven tillika hypnotisören, Assar Bubbla. Av någon anledning får han för sig att portföljen är full av dyrbarsheter, som han kallar det. Besvikelsen blir stor när han inser att den endast innehåller massa papper fulla med stenografi, men Assar är envis och beslutar sig för att lära sig stenografera.

## Om boken
Boken är en skämtsam halvt självbiografisk historia om Lindgrens försvunna manuskript. Berättelsen trycktes i Fjärde läseboken av Hans Peterson, 1986, och gavs ut som bilderbok året efter.